# Chondria (besouro)
Chondria é um género de besouro da família Endomychidae.

## Espécies
- Chondria affinis Arrow, 1943
- Chondria agilis Arrow, 1943
- Chondria apicalis Arrow, 1923
- Chondria araneola Arrow, 1925
- Chondria armipes Strohecker, 1978
- Condria auritarsis Strohecker, 1978
- Chondria brevior Strohecker, 1978
- Chondria buruana Arrow, 1926
- Chondria cardíaca Strohecker, 1955
- Chondria elegans Strohecker, 1979